# One Hand, One Heart
"One Hand, One Heart" (Una mano, un cuore) è una canzone del musical West Side Story di Leonard Bernstein e Stephen Sondheim. È un duetto cantato da Maria e Tony mentre sono in un matrimonio immaginario. Larry Kert e Carol Lawrence lo introdussero nella produzione di Broadway del 1957.

## Analisi
La melodia era stata in origine composta per una canzone inutilizzata in Candide, intitolata "One". Il motivo originale comprendeva solo una singola nota puntata per battuta, per la quale Sondheim era restio a scrivere testi, poiché avrebbe dovuto scrivere tutte le parole di una singola sillaba, quindi scrisse testi che prendevano in giro la melodia per persuadere Bernstein a dargli le note extra.
Philip Brophy analizza il contesto della canzone all'interno del musical:

## Incisioni importanti
- Larry Kert e Carol Lawrence – per l'album West Side Story (Original Broadway Cast) (1957)
- Jim Bryant e Marni Nixon – West Side Story (Original Sound Track Recording) (1961).[4]
- Vic Damone – una singola pubblicazione nel 1963.[5]
- Dionne Warwick – inclusa nel suo album On Stage and in the Movies (1967)
- Vince Hill – per il suo album Edelweiss (1967).[6]
- Kiri Te Kanawa e José Carreras – per l'album Leonard Bernstein Conducts West Side Story (1985)[7]
- Neil Diamond – per il suo album Lovescape (1991)
- Barbra Streisand e Johnny Mathis – Back to Broadway (1993)
- Rickie Lee Jones (con Joe Jackson) – per il suo album It's Like This (2000)